# L'Oncle Antoine
Pour les articles homonymes, voir Antoine.
« L’Oncle Antoine » est un personnage conçu et interprété par André Paillé, animateur québécois de la radio et de la télévision à Québec. 

## Origine
Le nom du personnage provient du rôle-titre d’un film de Claude Jutra, Mon oncle Antoine. Parce qu'interprété dans le film de Jutra par le comédien Jean Duceppe, l’Oncle Antoine créé par André Paillé a les apparences et la voix de ce comédien. 
André Paillé imite la voix de Jean Duceppe depuis très longtemps. Au début des années 1960, alors étudiant à l’Institut de technologie Laval (Montréal), il interprète le rôle-titre dans Sammy, un soliloque de 40 minutes de Ken Hughes. Comme Jean Duceppe l’a déjà fait avant lui, Paillé refait Sammy en prenant la voix du comédien qu’il admire. 
Selon son interprète, « L’Oncle Antoine vient des Éboulements, comme [s]es grands-parents, et emploie des expressions de la région de Charlevoix comme « faire simple » ». Contrairement à son créateur, l’Oncle Antoine « est un mordu des sports ».

## À la radio
Dans les années 1970, André Paillé anime à CHRC, une station AM de Québec, une émission de fin d’après midi intitulée « L’Oncle Antoine ». 

## À la télévision
De la radio, Paillé transporte son personnage à la télévision (CFCM-TV). Profitant des maquillages de Bernard Duchesne – qui avait transformé Jean Duceppe en Maurice Duplessis dans Charbonneau et le Chef de John Thomas McDonough –, Paillé présentait des monologues drôles à faire rire aux larmes Jean Duceppe lui-même. 
« Les téléspectateurs de Télé-4 [ont pu] réveillonner en compagnie de l’Oncle Antoine » après minuit le 31 décembre 1976. Le vieil oncle y a fait danser quelques dames.

## Une marionnette
À partir de l’automne 1979, à son émission matinale « Le 745 », André Paillé manipule une marionnette conçue et fabriquée par Josée Campanale. 
Très ressemblante à Jean Duceppe, cette marionnette a permis à l’animateur de faire intervenir l’Oncle Antoine à chaque émission sans devoir se costumer ni se maquiller. 
Le fait que les médias imprimés aient régulièrement diffusé des photographies du personnage de pluche – parfois même en compagnie de Jean Duceppe, émerveillé  –, montre le succès de cette initiative. Des caricaturistes, tel Serge Métivier, l’ont représenté.
 
À l’automne 2009, le journal Le Soleil a souligné le 30e anniversaire de la première apparition à la télévision de L’Oncle Antoine sous la forme d’une marionnette.

## Discographie
André Paillé a enregistré sur étiquette "CLAN", deux 45 tours où « L’Oncle Antoine » présente un monologue : 
- « Le 30 sous de la guignolée »
- « Le réveillon »

## Commentaires
- Carmen Langlois a vu dans ce personnage « la Sagouine des Québécois »[3].
- « Les enfants l’adorent parce que cette marionnette est bien amusante ; les adultes et les sportifs ne la détestent pas non plus, à cause du langage fort coloré du personnage, des propos subtils qu’il tient et de son goût nouveau pour les sports (particulièrement les Nordiques de Québec) ; les personnes de l’âge d’or ont vraiment adopté « Mon Oncle Antoine », parce que ce bonhomme original ressemble comme deux gouttes d’eau, à leur idole Jean Duceppe, et que l’animateur Paillé imite à merveille l’artiste Montréalais »[10].